# ISZ–2
A ISZ–2 (oroszul: ИС – Иосиф Сталин /Joszif Sztálin) harckocsi az 1943 végén elkészült ISZ–1 harckocsik továbbfejlesztett változata, a második világháború egyik legerősebb szovjet nehéz harckocsija volt. 1944-ben mutatták be a szovjet hadvezetésnek.

## Története
A kurszki csata egyértelműen bebizonyította, hogy a szovjet páncélosok tűzerő és páncélzat terén is egyaránt hátrányba kerültek a német páncélosok következő generációját képviselő Panzer V Párduc és a Panzer VI Tigris harckocsikkal szemben. Felmerült tehát az igény egy nagyobb tűzerővel rendelkező szovjet nehéz páncélos megépítésére, amely sikerrel veheti fel a versenyt az újabb német közepes és nehéz harckocsikkal. 1943-ban a szovjetek egy Tigert zsákmányoltak, ami alapján a toronygyűrűt kiszélesítették, és egy 122mm-es ágyút helyeztek el a toronyban. A német fenyegetés miatt a fejlesztési munkálatokat és a teszteket a lehető legrövidebb időn belül el kellett végezni, ezért a szovjet mérnökök a ISZ–1-es harckocsi továbbfejlesztése mellett döntöttek.

## Fegyverzet
A ISZ–1-es harckocsikat kezdetben D-5T jelű 85mm-es löveggel szerelték fel, ám ez a fegyver nem volt igazán hatékony az erősebb páncélzattal ellátott német harckocsikkal szemben. A nagyobb rombolóerő elérése végett erősebb páncéltörő lövegre volt szükség. Zsozef Jakovlevics Kotyin tervezőmérnök azzal a javaslattal állt elő hogy a ISZ–1 harckocsikat fegyverezzék át a nagyobb kaliberű  M1931/37-es mintájú 122 mm-es lövegre, mivel a kurszki csatában ez bizonyult a leghatékonyabb páncéltörő fegyvernek a Tigris I-es harckocsik ellen. A 9-es számú gyár mérnökei hasonló következtetésre jutottak, ezért hozzáláttak a D-25-ös páncéltörő ágyú megtervezéséhez.
Az új fegyverhez az A-19-es lövegcsövét és a 122 mm-es M1938-as tüzérségi ágyú zárszerkezetét használták fel. A tűzpróbákat 1943 novemberében végezték el a 122 mm-es A-19 és a 100mm-es D-10 löveggel, és bár a kisebb kaliberű fegyver jobb páncéltörő képességgel rendelkezett, gyakorlati megfontolásokból végül mégis az A-19-es beépítése mellett döntöttek. A D-10 ugyanis  ekkor még viszonylag új fegyvernek számított szemben a 122 mm-es löveggel amely kellő mennyiségben állt rendelkezésre. 
Bár az A-19-es löveg páncéltörő gránátja kevésbé volt hatékony, jóval nagyobb rombolóerőt képviselt  mint a 100mm-es űrméretű vetélytársa, ami egy nehéz áttörő harckocsi feladatköreihez jobban illett. Megjegyzendő továbbá, hogy az ISZ-2 későbbi továbbfejlesztésénél is inkább a 122 mm-es űrméretű ágyút választották a páncélos fő fegyverzetének, pedig ekkor már a 100 mm-es űrméretű löveg is egyre inkább elterjedt. Vagyis ez sokkal inkább nevezhető tudatos döntésnek, mint kényszermegoldásnak (lényegében még a T-10 harckocsi is az ISZ-2 ágyújának egy továbbfejlesztett változatát használta). 
Hátrányként említhető a 122 mm-es ágyú nagyméretű osztott lőszere, amelyből mindössze 28 darabot lehetett bemálházni. A lőszert csak két fázisban lehetett betölteni, először a lövedéket, majd ezt követően külön a hajtótöltetet. A lövedék és a hajtótöltet együttes 25 kg-os tömegének köszönhetően körülményes volt a löveg kezelése és újratöltése. Mindez a tűzgyorsaságot 1-1,5 lövés/perc-re korlátozta, ami a harckocsik elleni harc során komoly hátránynak bizonyult. 
Ezért 1944-ben bevezették a hatékonyabb zárszerkezettel ellátott D-25T típusú löveget, amely 2-3 lövés/perc-re javította fel a szovjet páncélos tűzgyorsaságát. A 9T-17 típusú periszkóp további problémák tárgyát képezte, mivel a megfigyelés és a célzás is igencsak kényelmetlen volt vele. Nyilvánvaló hibái ellenére a ISZ–2-es lövege még így is igen hatékony fegyvernek bizonyult. 1000 m-es távolságból a több mint 120mm-es 60 fokban döntött páncélzatot is képes volt átlőni.
A ISZ–2-es lövegét kezdetben T alakú csőszájfékkel látták el, ami a Moszkvai katonai tesztek során felrobbant és kis híján megölte Vorosilov marsallt. A baleset után a csőszájfék áttervezése mellett döntöttek, amelyet kétkamrás kivitelűre cseréltek. Ez hasonlított a németek 88 mm-es lövegéhez használt változathoz. Végül 1944 elejétől a TsAKB által áttervezett csőszájféket rendszeresítették.
A harckocsi másodlagos fegyverzetét 3 darab 7,62 mm-es DP golyószóró és egy 12,7 mm-es DSK nehézgéppuska alkotta. A DT-k közül egy a homlokpáncélba, egy a lövegcsővel párhuzamosítva, egy pedig a torony hátsó részében volt beépítve, míg a DSK-t a parancsnoki kupola tetejére szerelték – ezt elsősorban légvédelmi feladatokra szánták, de jó szolgálatot tett a gyalogság és a páncélozatlan járművek ellen is.

## Páncélzat

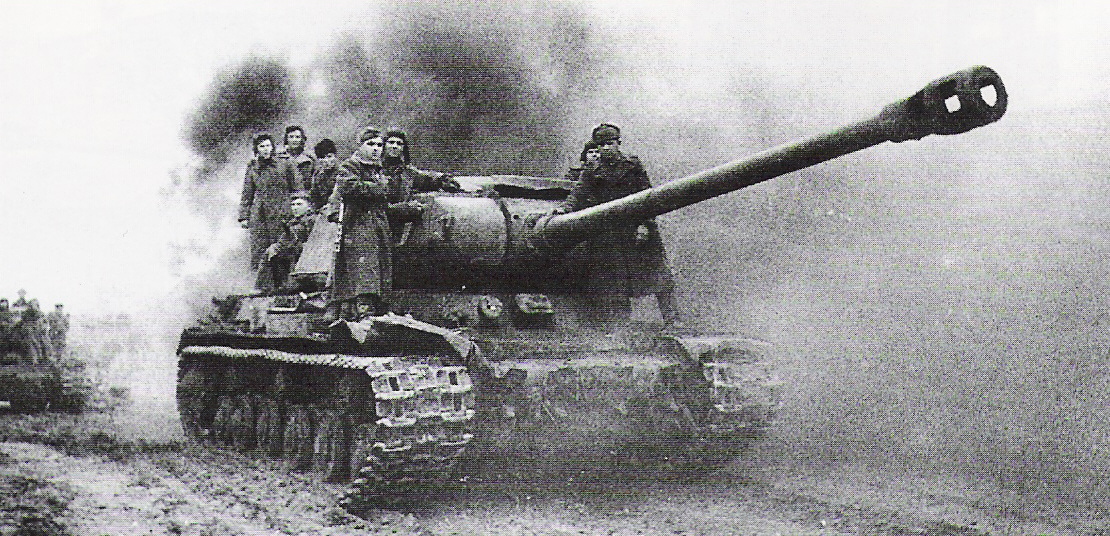
ISZ–2-es harckocsi, 1945. Budapest

A lövegtorony és a páncéltest öntött, hegesztett technológiával készült. Eredetileg a harckocsi tornyának páncélzatát is meg akarták erősíteni, de a 122 mm-es löveg megbontotta annak egyensúlyát. Az időkeretek és a költségvetés szűkössége miatt így végül elálltak a torony újratervezésétől. A homlokpáncél 120 mm vastag acéllemezből állt, a páncéltest teteje pedig 30 mm vastag páncélborítással volt ellátva. A korábbi ISZ változatok lépcsőzetes homlokpáncélzatát, valamint a sebezhetőbb oldalpáncélt döntött falú acélpáncélra cserélték (de erre csak az ISZ-2m változattól kezdődően került sor), amely kisebb, a homlok páncélzatnál 100 mm-es falvastagság mellett is hatékonyabb védelmet biztosított. A módosításoknak köszönhetően az ISZ–2 frontpáncélja képes volt ellenállni a német KwK 36 88 mm-es L/56 űrmérethosszú páncéltörő löveg 1000 m-ről leadott lövéseinek. A páncélzat minőségével azonban komoly gondok adódtak, mivel találat következtében a páncéltest belső oldalán fémszilánkok váltak le, megsebesítve ezáltal a legénységet.

## Mozgékonyság
A ISZ–2-es erőátviteli rendszere, az alváz és a felfüggesztési rendszer nem sokat változott az előd ISZ–1-es harckocsihoz képest. Az oldalanként hat közepes- és három támasztógörgőből álló felfüggesztést megtartották. A harcjármű mozgatásáról egy V-2-JSz típusú 520 lóerő teljesítményű dízelmotor gondoskodott, amely országúton 37 km/h míg terepen 19 km/h-s sebességre gyorsította fel a 46 tonnás harckocsit. A gyakorlatban a harckocsik zöme azonban ennél valamivel lassabban haladt, a maximális végsebesség kihasználására csak ritkán akadt példa. A 71. önálló gárda-nehézharckocsiezred jelentése szerint az országúton elért átlagsebesség körülbelül 20–25 km/h, míg terepen kb 10–15 km/h, harci körülmények között pedig 8 és 12 km/h között alakult.

## Harci alkalmazás
A ISZ–2-eseket 1944. elejétől kezdve gárda–nehézharckocsi-ezredekbe osztották be. Minden egyes nehézharckocsi-ezredhez 21 szovjet nehézpáncélos tartozott. A típus első bevetésére a Korszun-Sevcsenkovszkij csatában került sor, ahol a 11. önálló gárda–nehézharckocsi-dandár nehézpáncélosai is kivették a részüket a harcból. A húsznapos küzdelem mérlege a 72. önálló gárda–harckocsieezred részéről mindössze 8 db elveszített ISZ–2-es nehéz harckocsi 41 db megsemmisített német páncélos – főként StuG III-as rohamlöveg – ellenében.
Az ISZ–2-esek egyik legjelentősebb összecsapására 1944. Augusztusában a sandomierzi hídfő közelében került sor. Ez volt az első eset, hogy a típus szembe került a hírhedt Tiger B nehéz harckocsival. A harc 71. önálló–nehézharckocsi-ezred 11db ISZ–2-ese és a német 501. nehézharckocsi-osztály 14db Tiger B között zajlott le. A szovjetek 600m-es távolságból a támadó Királytigrisek közül négyet kilőttek, további hetet pedig megrongáltak. Ez igen jó eredménynek számított, habár a későbbi elemzések kimutatták, hogy az ISZ–2 páncélzata 1000m-es tűzharcon belül igen csak sebezhető az öntési hibák miatt.